# ابل گانس
ابل گانس (به فرانسوی: Abel Gance) (زاده ۲۵ اکتبر ۱۸۸۹ – درگذشته ۱۰ نوامبر ۱۹۸۱) کارگردان، تهیه‌کننده، نویسنده و بازیگر فرانسوی که سه فیلم مشهور اتهام، چرخ و ناپلئون را ساخته است. تاثیرگذارترین ساختۀ او فیلم «سمفونی دهم» است که آن را اولین فیلم  «سینمای امپرسیونیسم» فرانسه می دانند.
گانس  که در خانواده‌ای بورژوا به دنیا آمد، قبل از تأسیس شرکت تولیدی خود در سال ۱۹۱۱، شاعر، بازیگر و فیلمنامه‌نویس بود. او به تنهایی به دنبال وسواس دوگانه‌ای در نوآوری فنی و فرم حماسی رفت. گانس که عمیقاً تحت تأثیر تعصب(۱۹۱۶) قرار گرفت، برش متقابل استعاری پیچیده را در روایت نمادین ضد جنگ خود من متهم می‌کنم! (۱۹۱۹) تمرین کرد.